# Sternmarsch

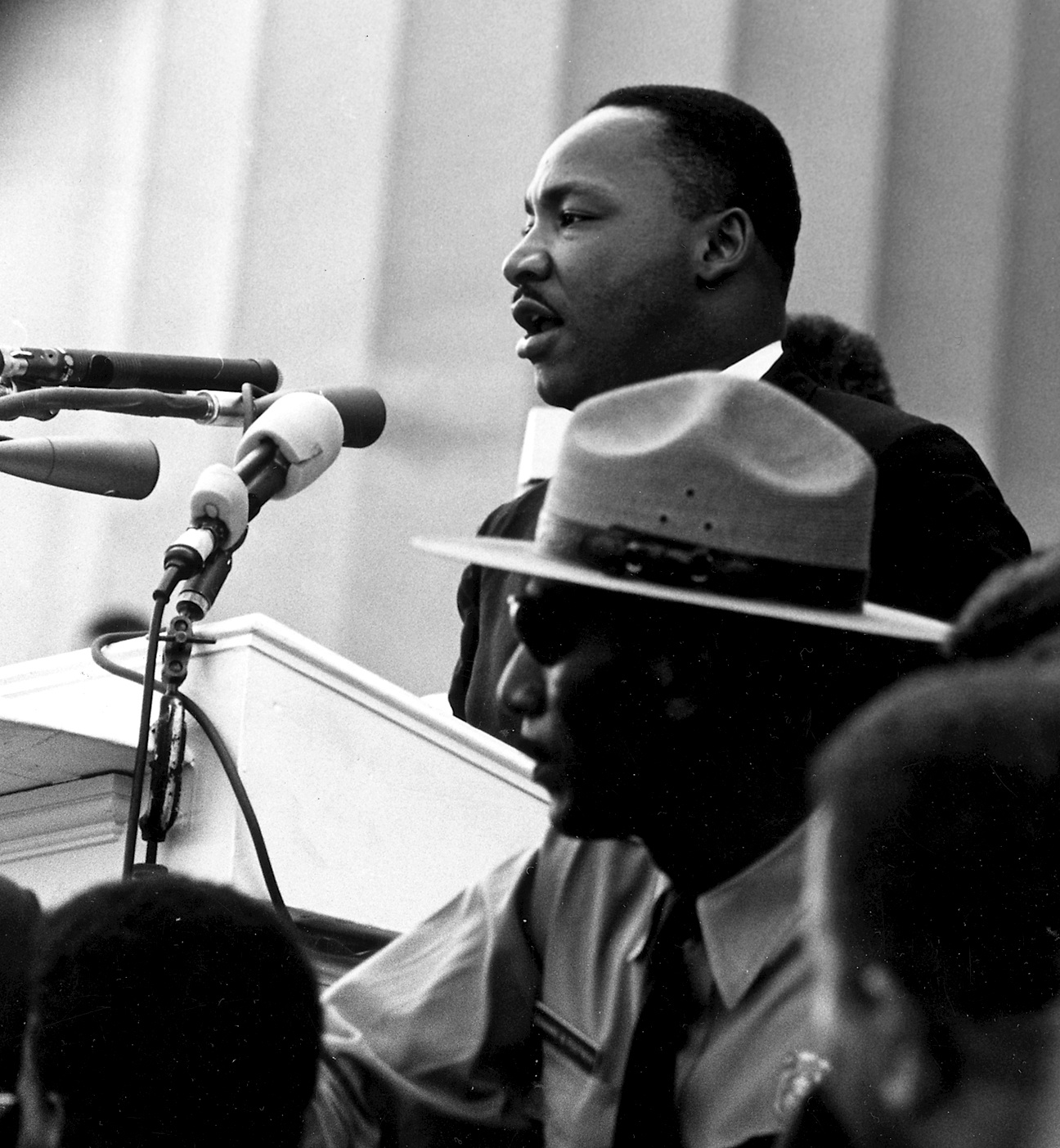
Martin Luther King während seiner Rede beim Marsch auf Washington für Arbeit und Freiheit

Ein Sternmarsch bezeichnet eine bestimmte Form einer Demonstration, Parade oder eines Festzugs. Dabei strömen die Teilnehmer zu einem bestimmten Zeitpunkt von verschiedenen Ausgangspunkten auf ein gemeinsames Ziel zu. Berühmte geschichtliche Beispiele sind der von Priester Gapon organisierte Sternmarsch auf das Winterpalais des Zaren am Petersburger Blutsonntag 1905, der Sternmarsch 1968 auf Bonn als Reaktion der 68er-Bewegung auf die von der Bundesregierung erlassenen Notstandsgesetze oder der Sternmarsch 1963 auf Washington, bei dem etwa 250.000 US-Amerikaner gegen Rassismus demonstrierten.
Entsprechend gibt es bei religiösen Wallfahrten auch die Sternwallfahrt, wenn sich Pilger, die von verschiedenen Ausgangspunkten kommen, am gemeinsamen Ziel, einer Wallfahrtskirche, treffen.